# Saint Kitts en Nevis
Saint Kitts en Nevis, officieel de Federatie van Saint Christopher en Nevis of de Federatie van Saint Kitts en Nevis (Engels: Federation of Saint Kitts and Nevis), is een federale staat in de Caraïbische Zee in Midden-Amerika, bestaande uit de eilanden Saint Kitts (of Saint Christopher) en Nevis. Behalve deze twee eilanden behoort ook een aantal rotspunten zoals Booby Island tot de staat Saint Kitts en Nevis.
Beide eilanden, die door de ongeveer drie kilometer brede zeestraat The Narrows van elkaar gescheiden worden, behoren tot de Bovenwindse Eilanden van de Kleine Antillen. Saint Kitts ligt ruim tien kilometer ten zuidoosten van Sint Eustatius, dat deel uitmaakte van de voormalige Nederlandse Antillen, maar thans als Caribisch openbaar lichaam is opgenomen bij Nederland. Daardoor grenzen de territoriale wateren van Saint Kitts en Nevis aan die van Nederland.

## Geschiedenis

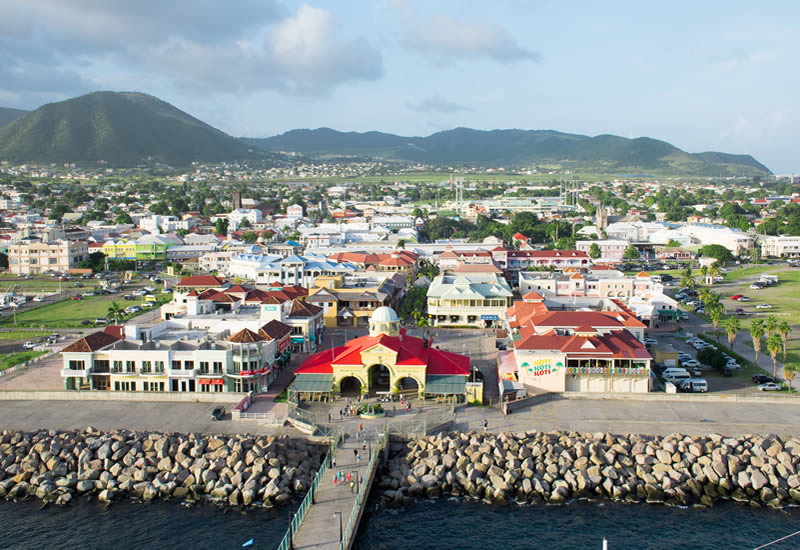
Basseterre gezien vanuit een cruiseschip (2019)

Saint Kitts en Nevis zijn twee eilandjes in de Caraïbische Zee die behoren tot de Kleine Antillen. Ze werden door Columbus aangedaan in 1493. De eilanden werden oorspronkelijk bewoond door de Kalinago. In 1538 werd Dieppe Bay als eerste niet-Spaanse kolonie gesticht door Franse hugenoten. De Spanjaarden hoorden van het bestaan van de kolonie, en Dieppe Bay werd aangevallen en de kolonisten werden verdreven.
In 1623 landde Thomas Warner op Saint Kitts. In 1624 keerde hij met kolonisten terug en stichtte Old Road Town als de eerste nederzetting. In 1625 arriveerde Franse kaapvaarders onder leiding van Pierre D’Esnambuc op Saint Kitts, omdat hun schepen waren beschadigd na een gevecht met een Spaanse galjoen.
Het aantal kolonisten bleef toenemen en steeds meer land werd ingenomen. In 1626 probeerde Tegremond, de leider van de Kalinago, om inheemsen van de andere eilanden te verzamelen en gezamenlijk de kolonisten te verdrijven, maar zijn plan werd verraden. De Britten en Fransen vielen de Kalinago gezamenlijk aan bij wat nu Bloody Point heet, en vermoordden ongeveer 2.000 inheemsen. De slachting staat bekend als de Kalinago-genocide. In 2011 identificeerden 8 inwoners zich als inheems.

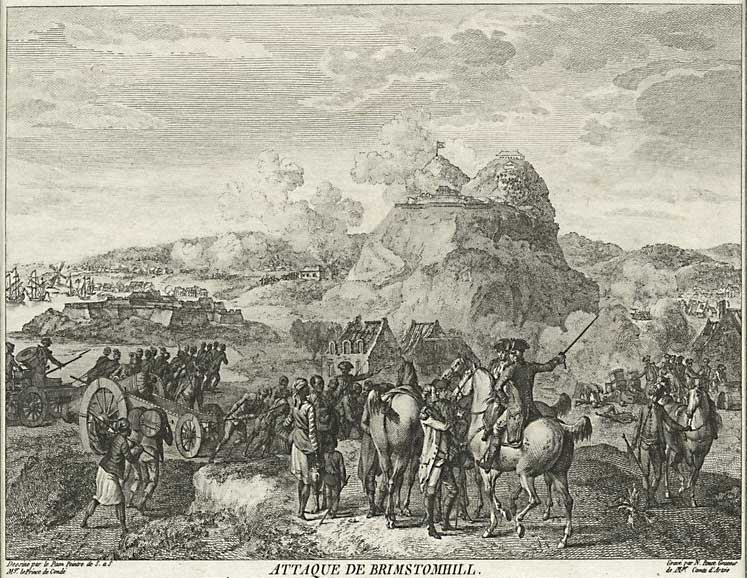
De slag om Saint Kitts in 1782, afgebeeld op de Franse gravure "Attaque de Brimstomhill".

In 1626 arriveerden de eerste slaven op het eiland, en werd het eiland gebruikt voor tabakplantages. Op 13 mei 1627 werd besloten om Saint Kitts te verdelen in een Brits en een Frans gedeelte. De Britten kregen het midden, en de Fransen het noorden en zuiden. In 1629 werden de kolonisten door de Spanjaarden verdreven, maar keerden vanaf 1630 weer terug op het eiland. Al snel ontstonden problemen tussen de twee kolonisators, en er vonden verschillende gevechten plaats. In 1639 begon de overgang van tabaksplantages naar suikerrietplantages.

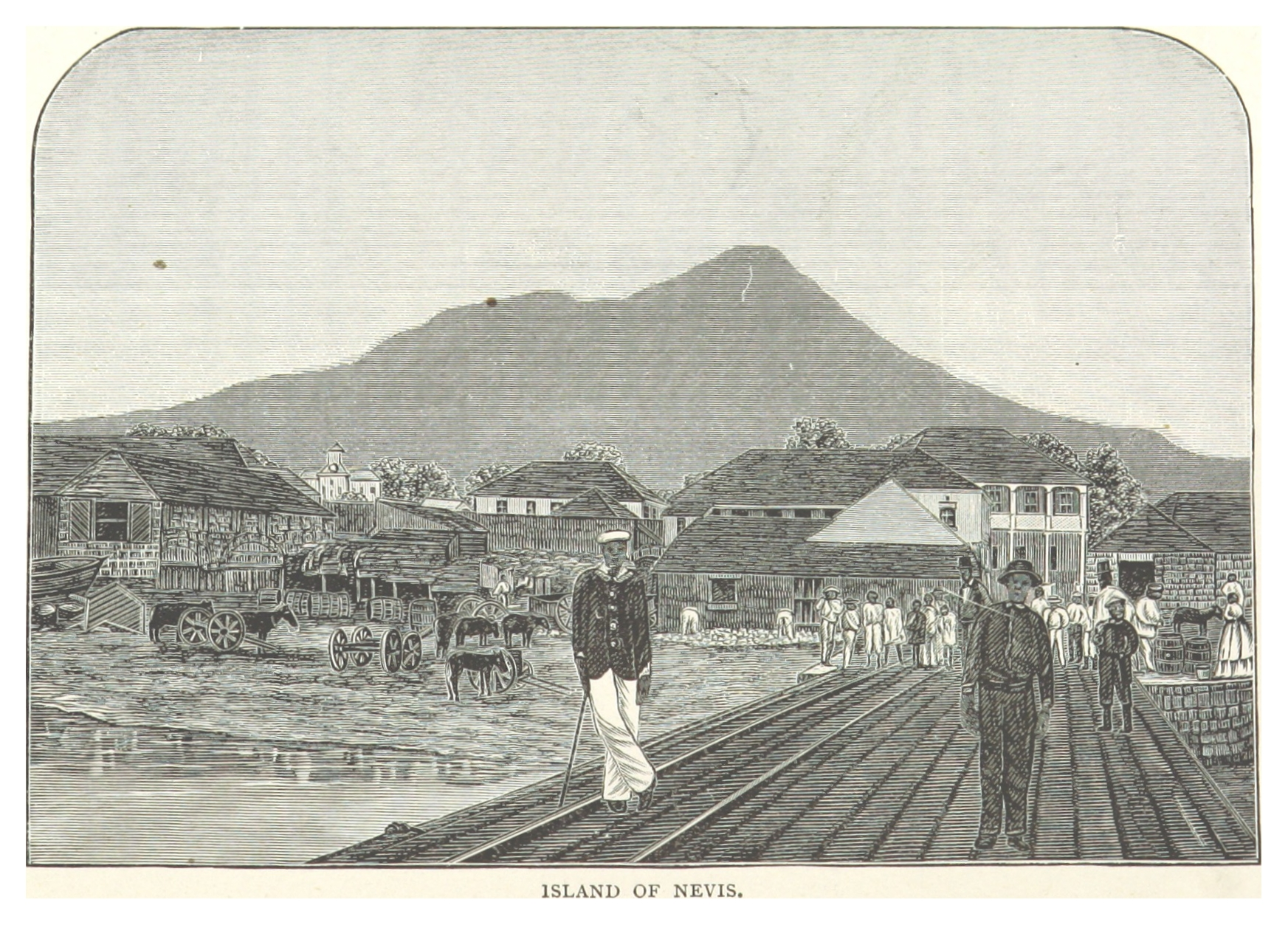
Tekening van Nevis (1885)

Het eiland Nevis was eigendom van Spanje maar werd niet gekoloniseerd. In 1628 vestigde de Brit Anthony Hilton zich op het eiland om zijn vijanden te ontlopen. In 1670 werd Nevis aan het Verenigd Koninkrijk toegekend tijdens het Verdrag van Madrid, en Hilton werd benoemd als eerste gouverneur. De hoofdstad van Nevis was Jamestown, maar de plaats werd in 1690 verwoest door een aardbeving gevolgd door een tsunami, en Charlestown werd de nieuwe hoofdstad.
In 1727 werden de Fransen uit Saint Kitts verjaagd, en werd Basseterre de nieuwe hoofdstad, maar in 1782 werd het eiland heroverd door Frankrijk. In 1783 werd het geschil over Saint Kitts opgeklaard tijdens de Vrede van Parijs, die Saint Kitts en Nevis toekende aan de Britten. In 1834 werd de slavernij afgeschaft, maar er volgde een periode van staatstoezicht tot 1838.
In 1939 vonden de eerste verkiezingen plaats in Saint Kitts en Nevis, maar alleen de rijkste inwoners hadden stemrecht. In 1952 vonden de eerste verkiezingen met algemeen kiesrecht plaats. Saint Kitts en Nevis kreeg in 1967 volledige interne autonomie, maar bleef een onderdeel van het Britse rijk, samen met Anguilla onder de naam Saint Christopher, Nevis en Anguilla. Dat eiland kwam hiertegen in opstand in 1967, wilde zich onafhankelijk verklaren, maar werd uiteindelijk in 1980 apart van Saint Kitts en Nevis een overzees gebiedsdeel van het Verenigd Koninkrijk. Saint Kitts en Nevis werd onafhankelijk op 19 september 1983. In 2005 kwam er een einde aan de suikerindustrie op Saint Kitts.
De grondwet noemt zowel de naam "Saint Christopher and Nevis" als "Saint Kitts and Nevis".

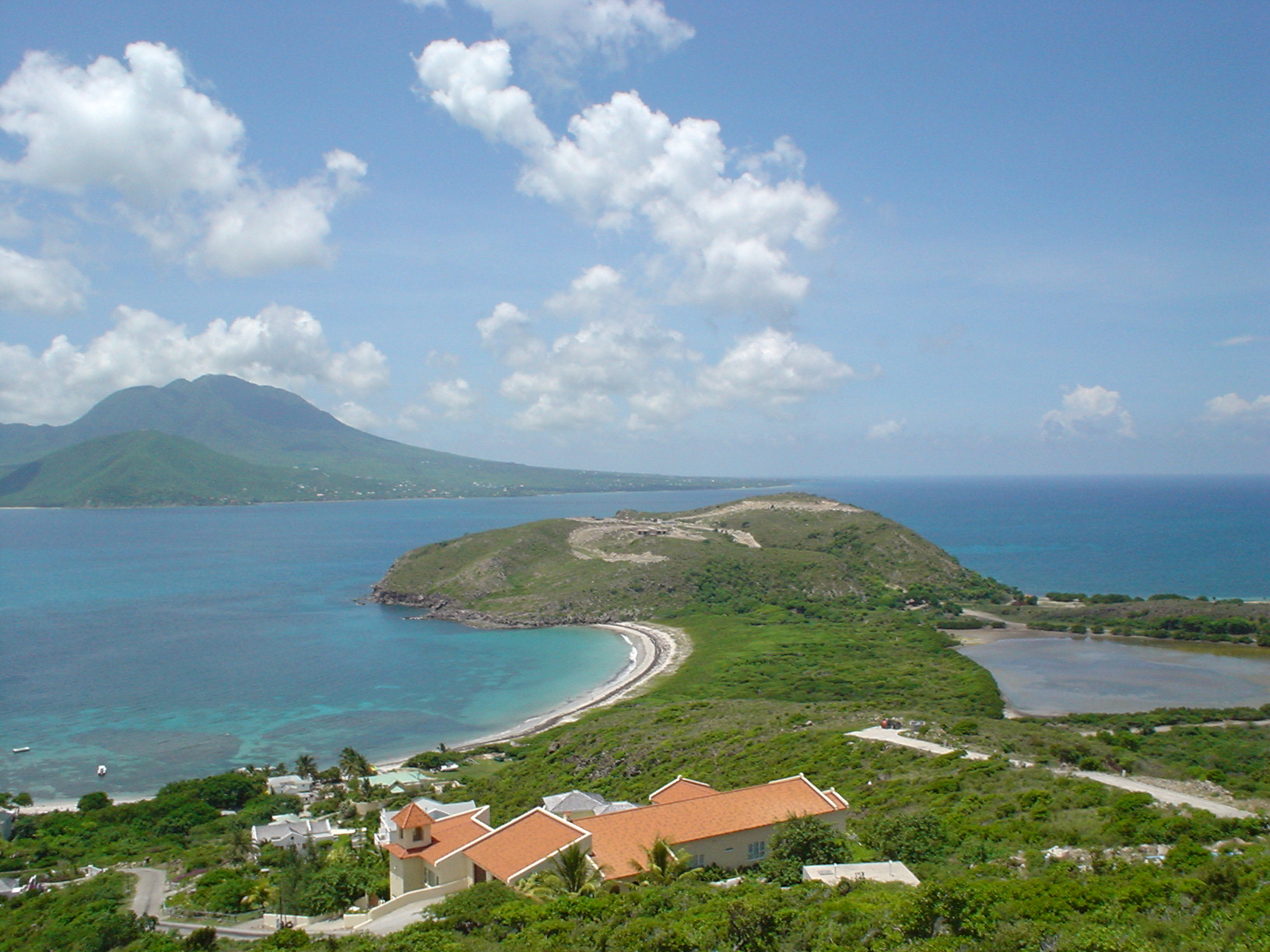
Nevis gezien van Saint Kitts

## Geografie
Saint Kitts en Nevis zijn twee vulkanische eilanden die door de The Narrows van elkaar gescheiden worden. Saint Kitts heeft een ovale vorm, met een landengte en het Zuidoostelijk Schiereiland. Het eiland is 37 km lang en 8 km breed, en is vruchtbaar. De hoogste berg is Mount Liamuiga met een hoogte van 1.156 meter, en is een slapende vulkaan. Nevis is cirkelvormig en omringd door koraalriffen. Het eiland bestaat voor het grootste gedeelte uit de berg Nevis Peak met een hoogte van 985 meter. De laatste eruptie van Nevis Peak is niet bekend, maar het wordt beschouwd als een slapende vulkaan.

### Biodiversiteit, Flora en Fauna
Saint Kitts en Nevis hebben nog resten tropisch regenwoud en nevelwoud op de hogere vulkanen waar geen suikerriet verbouwd kon worden. Typische planten hier zijn de Heliconia caribaea en Philodendron giganteum.
De flora en fauna worden gekenmerkt door endemische soorten die alleen op deze eilanden leven zoals soorten anolissen.
De 230 vogelsoorten van het eiland zoals de granaatkolibrie en het suikerdiefje leven ook op omringende eilanden.
Op de eilanden komen veel vervetten voor, maar de apen zijn een invasieve soort die in de 17e eeuw vanuit Afrika naar het eiland waren gebracht als huisdieren.

### Klimaat
Saint Kitts en Nevis hebben een tropisch klimaat, maar de talrijke winden temperen dat. De temperatuur verandert weinig. Van mei tot november is er het regenseizoen, en wordt het land vaak getroffen door orkanen.

## Demografie
Het inwonersaantal van Saint Kitts en Nevis was in 2017 geschat op 48.614 inwoners. Beide eilanden kennen een constante emigratie die heeft geleid tot een stabiel aantal inwoners over een langere periode. 89% van de bevolking was in 2011 van Afrikaanse afkomst. Blanken en Indiërs vormden een minderheid van 3% elk. 17,8% van de bevolking was niet in Saint Kitts en Nevis geboren.

### Godsdienst
De overgrote meerderheid van de bevolking van Saint Kitts en Nevis is christelijk (ca. 83%):
- Anglicaanse Kerk: 16,6%
- Methodisme: 15,8%
- Pinkstergemeente: 10,8%
- Katholieke Kerk: 5,9%
- Evangelische Broedergemeente: 4,8%

Daarnaast is er een Hindoe gemeenschap (1,8%) en mensen die geen godsdienst aanhangen (8,8%)

## Landbouw en economie

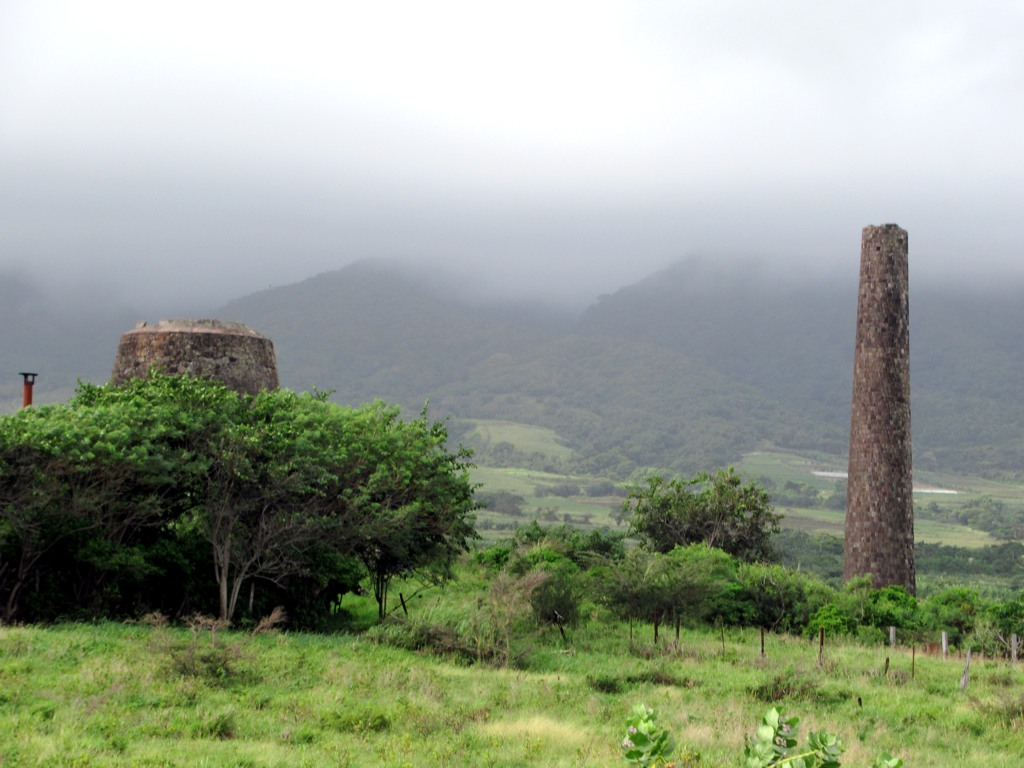
Ruïne van een suikerrietplantage bij Dieppe Bay

De eilanden zijn vulkanisch en is bergachtig. Het grootste deel is daarom niet gecultiveerd. Slechts 16% van het landoppervlak is in cultuur gebracht. Suikerriet was het voornaamste gewas. Vanaf de jaren 1970 nam het belang van dit gewas af, en kende het toerisme een serieuze bloei. In 2005 eindigde de suikerproductie op het eiland. Saint Kitts en Nevis staan ook bekend als belastingparadijs. De banksector brengt veel geld binnen. Ook katoen, zout en kopra, dragen bij tot de nationale economie.

Exports van Saint Kitts en Nevis in 2019

Saint Kitts en Nevis heeft een fors handelstekort. De belangrijkste exportproducten zijn electronica, en de belangrijkste importproducten zijn schepen en geraffineerde olie. De belangrijkste handelspartner is de Verenigde Staten. In 2020 bedroeg het bnp 927 miljoen US$. In 2016 bedraagde de werkloosheid 2,0% van de beroepsbevolking.

### Toerisme
Het toerisme op Saint Kitts en Nevis is gebaseerd op de stranden, duiken, en cultureel toerisme. De historische binnenstad van Basseterre en Brimstone Hill Fortress, die sinds 1999 een werelderfgoedlocatie is, zijn de belangrijkste culturele trekpleisters. De toeristische resorts bevinden zich voornamelijk in Frigate Bay en het Zuidoostelijk Schiereiland. Saint Kitts heeft een haven voor cruiseschepen.

### Staatsburgerschap
Sinds 1984 is het mogelijk om staatsburgerschap van Saint Kitts en Nevis met bijbehorend paspoort te verkrijgen na een investering van 150.000 dollar, of de aankoop van ten minste 200.000 dollar aan onroerend goed. Het is niet verplicht om in Saint Kitts en Nevis te wonen, en de procedure kan op afstand worden geregeld. In 2014 werd door Canada een visumplicht ingesteld voor houders van een paspoort uit Saint Kitts en Nevis. Om visumvrije toegang tot Canada te krijgen, zijn alle paspoorten vervangen door biometrische paspoorten en worden naamswijzigingen van de eigenaar op het paspoort aangegeven.

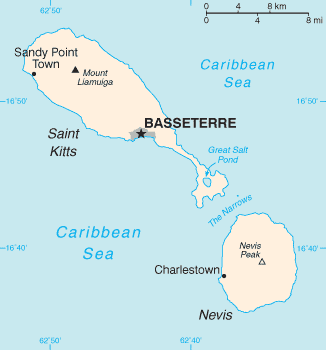
Kaart St Kitts en Nevis

## Politiek
De Federatie Saint Kitts en Nevis is lid van het Brits Gemenebest (vandaar dat de justitie op de Britse Common Law is gebaseerd). Na de onafhankelijkheid in 1983 bleef Saint Kitts en Nevis een constitutionele monarchie (een Commonwealth realm). De koning is Charles III. Hij wordt er in de praktijk vertegenwoordigd door een gouverneur-generaal.
Het parlement heeft één kamer, met 14 of 15 leden: elf rechtstreeks verkozen en drie of vier gecoöpteerd. Daarnaast heeft Nevis een eigen parlement met acht leden. Het parlement van Nevis mag wetten aannemen die door het federale parlement niet mogen worden teruggedraaid. Het land is onderverdeeld in parishes, maar dat is een administratieve en statistische onderverdeling zonder lokale overheid.
Vanaf de onafhankelijkheid tot 1995 regeerde de People's Action Movement, het equivalent van de Britse Conservatieven, via premier Kennedy Simmonds. Hierna won Labour de verkiezingen in 1995, 2000, 2004 en 2010 en was Denzil Douglas 20 jaar lang premier van het land. In 2015 werd hij opgevolgd als premier door Timothy Harris. Harris kreeg het premierschap in handen ondanks het feit dat zijn partij (de People's Labour Party, een afsplitsing van Labour) maar 1 zetel won bij de verkiezingen. In 2022 werd Harris, na vervroegde verkiezingen, als premier opgevolgd door Labour-leider Terrance Drew.
In 1998 stemde de bevolking van Nevis in een referendum om zich los te maken van Saint Kitts. De noodzakelijke tweederdemeerderheid werd echter niet gehaald. Er zijn echter nog steeds groepen actief die Nevis willen afscheiden.

### Bestuurlijke indeling

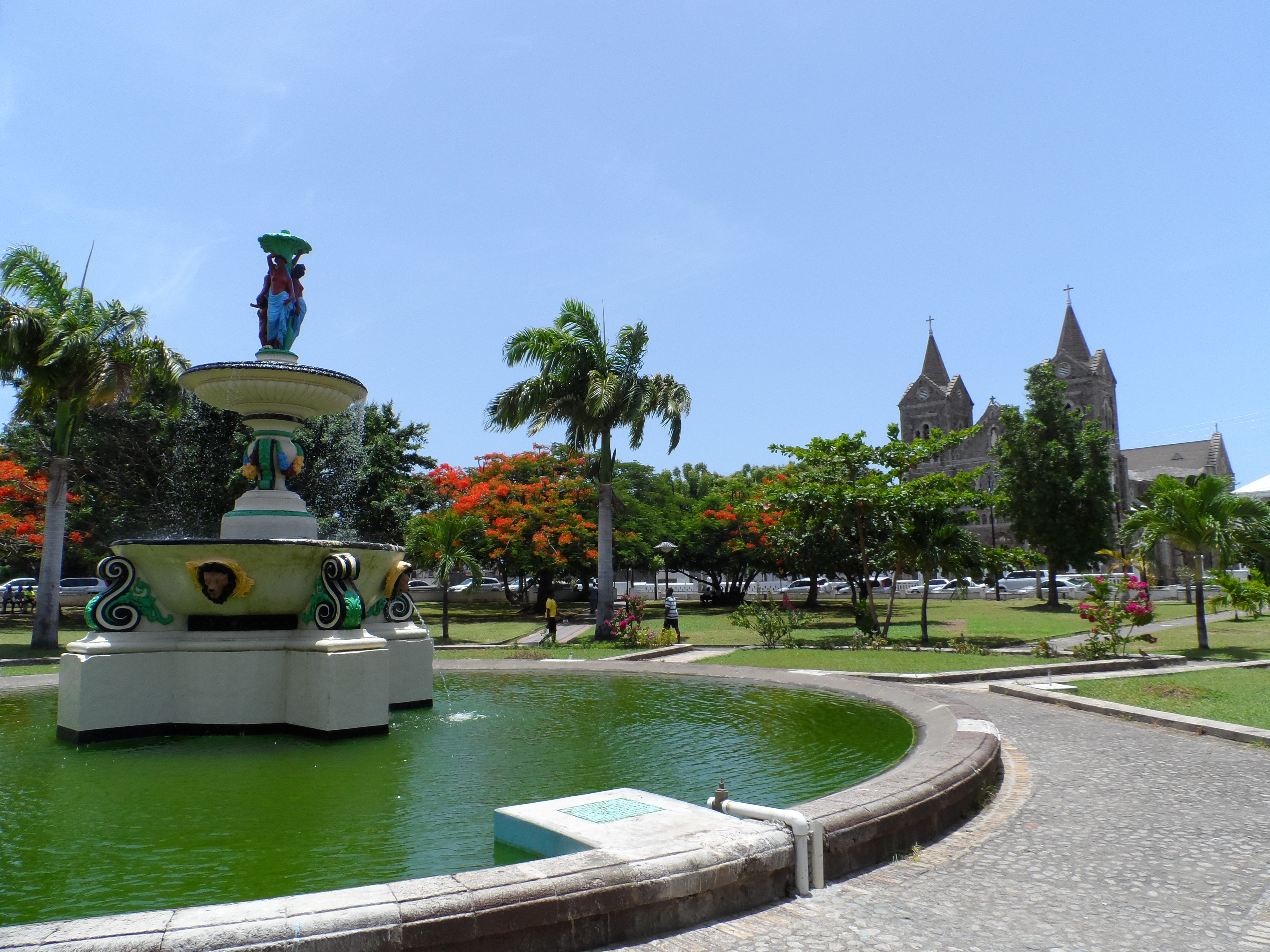
Independence Square in Basseterre met de kathedraal op de achtergrond

Het land is een federatie bestaande uit twee deelstaten: Saint Kitts en Nevis. Deze zijn verder ingedeeld in veertien parishes, negen in Saint Kitts en vijf in Nevis:
| - Saint Kitts - Christ Church Nichola Town - Saint Anne Sandy Point - Saint George Basseterre - Saint John Capisterre - Saint Mary Cayon - Saint Paul Capisterre - Saint Peter Basseterre - Saint Thomas Middle Island - Trinity Palmetto Point | - Nevis - Saint George Gingerland - Saint James Windward - Saint John Figtree - Saint Paul Charlestown - Saint Thomas Lowland |

### Mensenrechten
Op 29 augustus 2022 was de sodomiewet, die homoseksualiteit verbood, door het hooggerechtshof ongeldig verklaard. Consensuele seksuele relaties zijn vanaf 16 jaar toegestaan ongeacht het geslacht. De twee eisers moesten wel de kosten van de rechtszaak betalen.
De doodstraf in Saint Kitts en Nevis is anno 2021 gehandhaafd bij wet. In 2008 werd de laatste persoon opgehangen. In 2016 bevestigde de regering dat de doodstraf van kracht blijft.

## Transport
Het belangrijkste vliegveld is Robert L. Bradshaw International Airport dat zich bij Basseterre op Saint Kitts bevindt. Het vliegveld biedt reguliere vluchten naar het Verenigd Koninkrijk en de Verenigde Staten. Op het eiland Nevis bevindt zich Vance W. Amory International Airport met vluchten naar de Caraïbische eilanden.
Port Zante bij Basseterre wordt gebruikt door cruiseschepen. Er zijn reguliere veerdiensten tussen het eiland Saint Kitts en het eiland Nevis. De veerbootterminal in Basseterre biedt charterboten naar Sint Maarten, Saba en Sint Eustatius. De Basseterre Cargo Port is de belangrijkste haven voor vrachtvervoer.

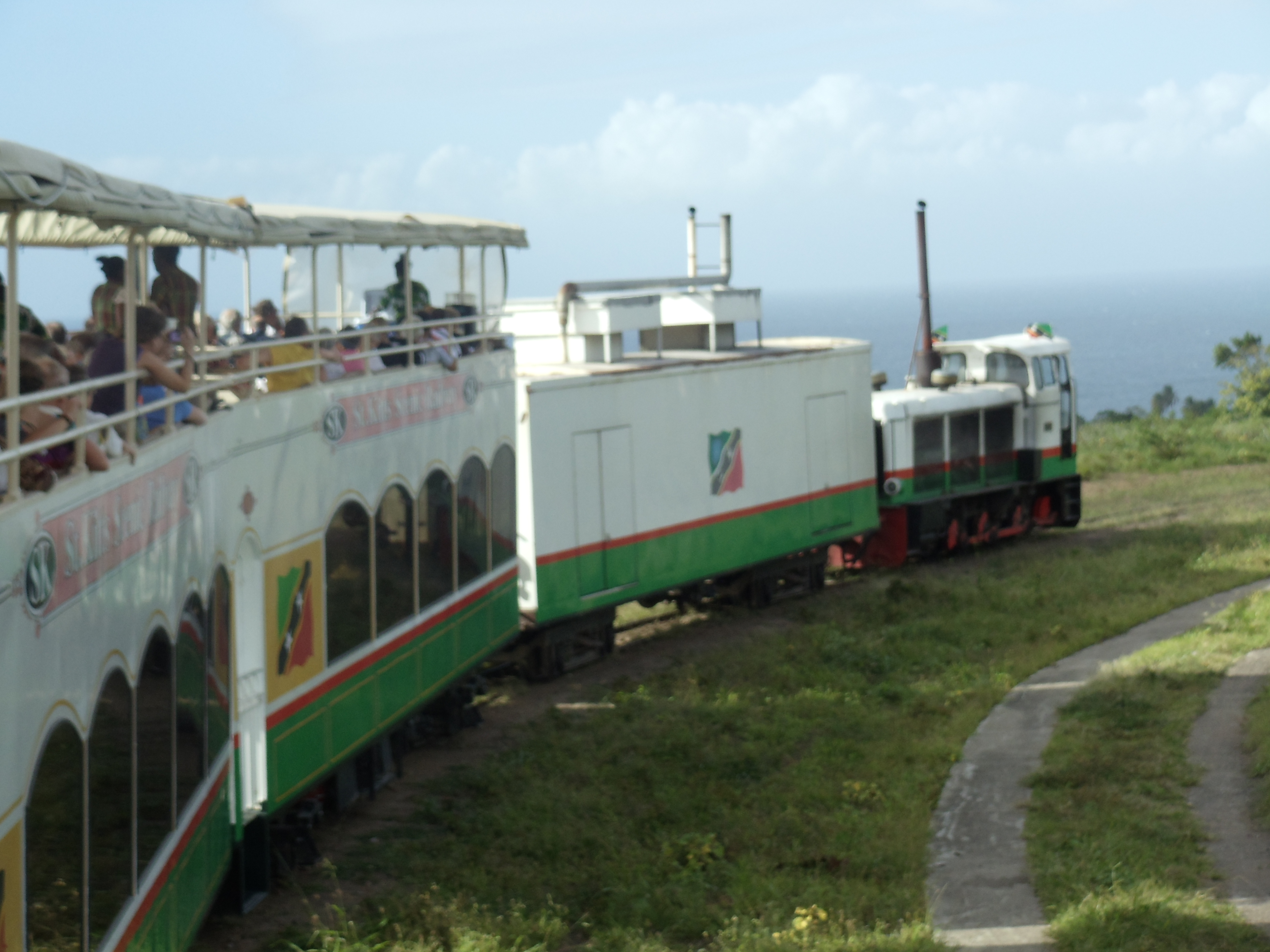
St. Kitts Scenic Railway

Het openbaar vervoer op Saint Kitts en Nevis bestaat uit minibussen die lokaal H-bussen worden genoemd, omdat het kenteken begint met H. Er rijden geen bussen tussen Basseterre en Frigate Bay, een van de belangrijkste toeristische zones. In 1912 werd een smalspoorlijn van 762 mm aangelegd om suikerriet te transporteren. In 2002 werd de St. Kitts Scenic Railway geopend, een toeristische spoorlijn van 29 kilometer die een rondje om het eiland maakt. De trein is een dubbeldekker waarbij de bovenste verdieping open is. De laatste 19 km wordt per bus afgelegd.
Het aantal huurauto's op Saint Kitts en Nevis is beperkt en de minimale leeftijd is 25 jaar. Een internationaal rijbewijs of een lokaal rijbewijs is verplicht om een voertuig te besturen. Een lokaal rijbewijs is tegen betaling af te halen. Binnen de bebouwde kom is de maximumsnelheid 40 km/u (25 mph), en 64 km/u (40 mph) buiten de bebouwde kom. Het verkeer rijdt links. De hoofdweg op beide eilanden is een rondweg langs de kust. In 1989 werd de Kennedy Simmonds Highway geopend die Basseterre verbindt met het schiereiland in het zuiden van Saint Kitts.

## Galerij

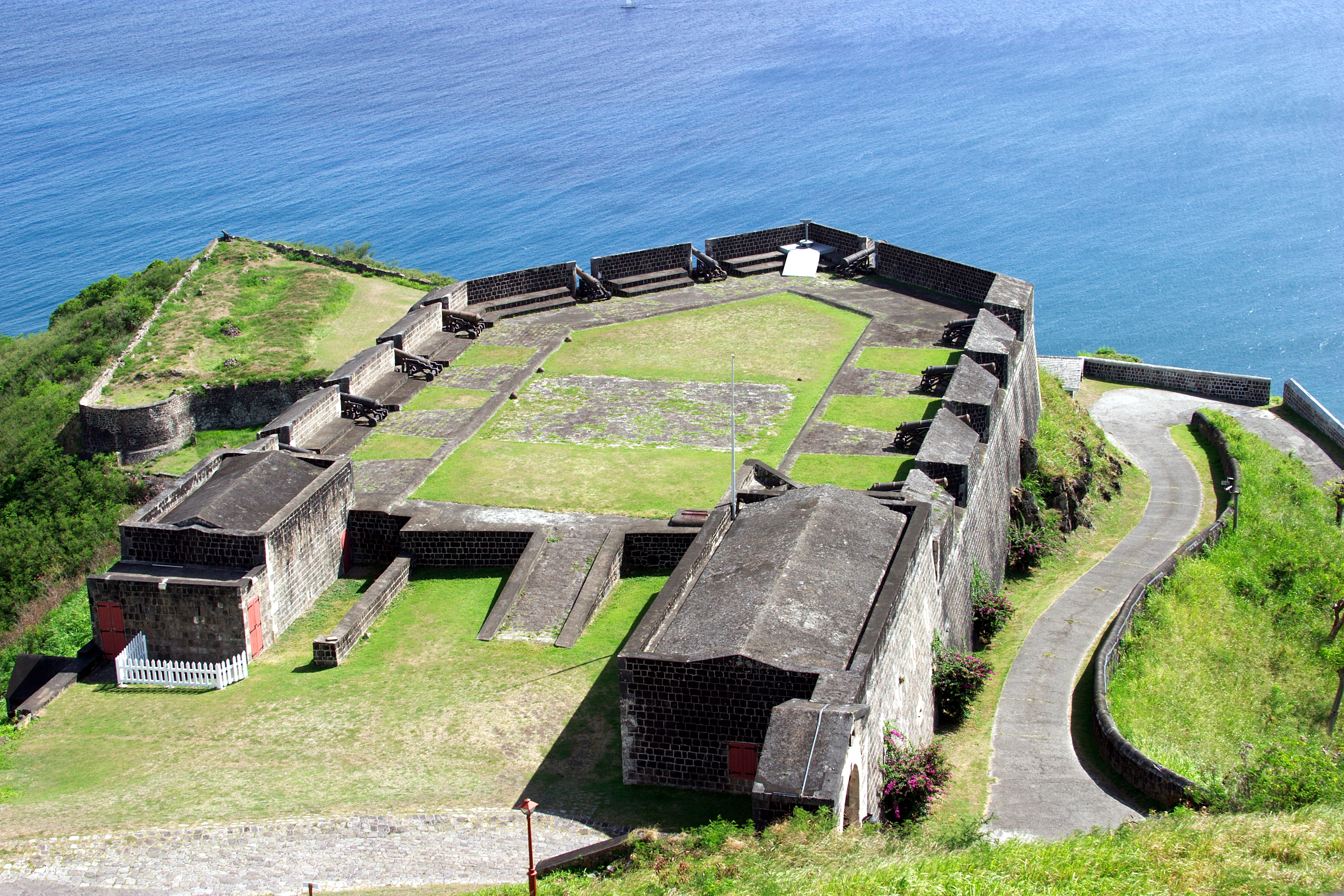
Brimstone Hill Fortress
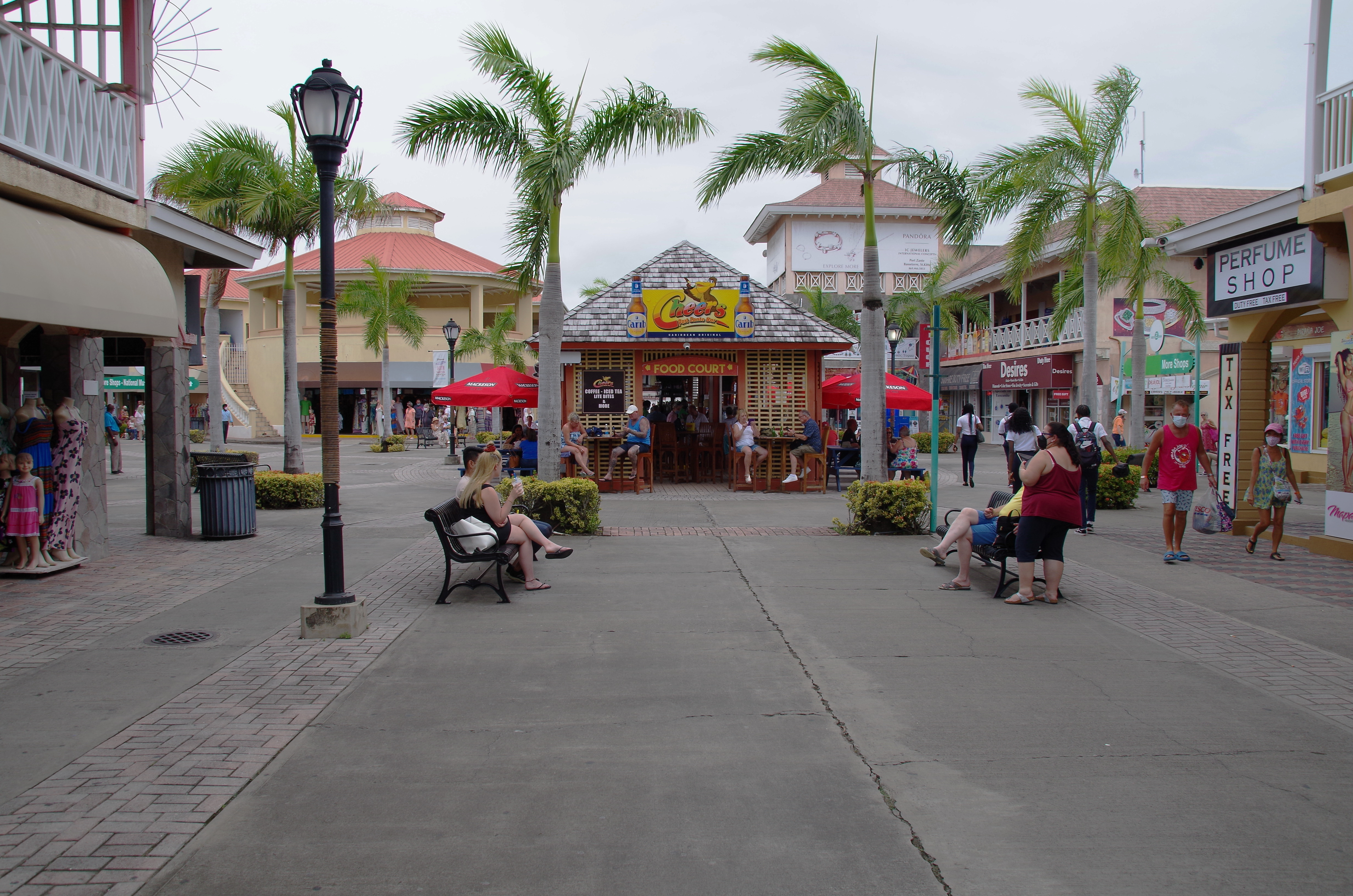
Winkels bij de cruiseschipterminal
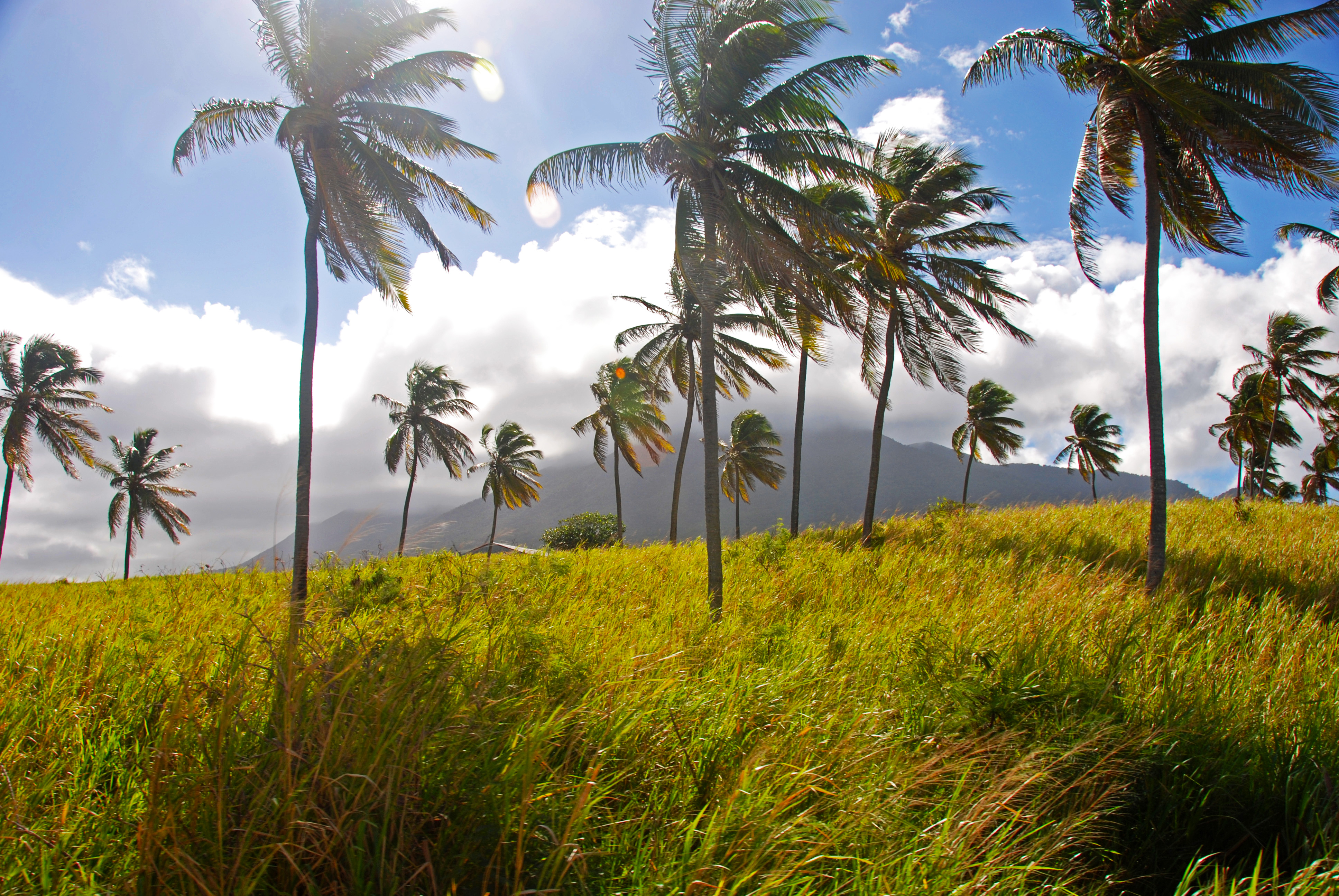
Palmbomen in het grasland
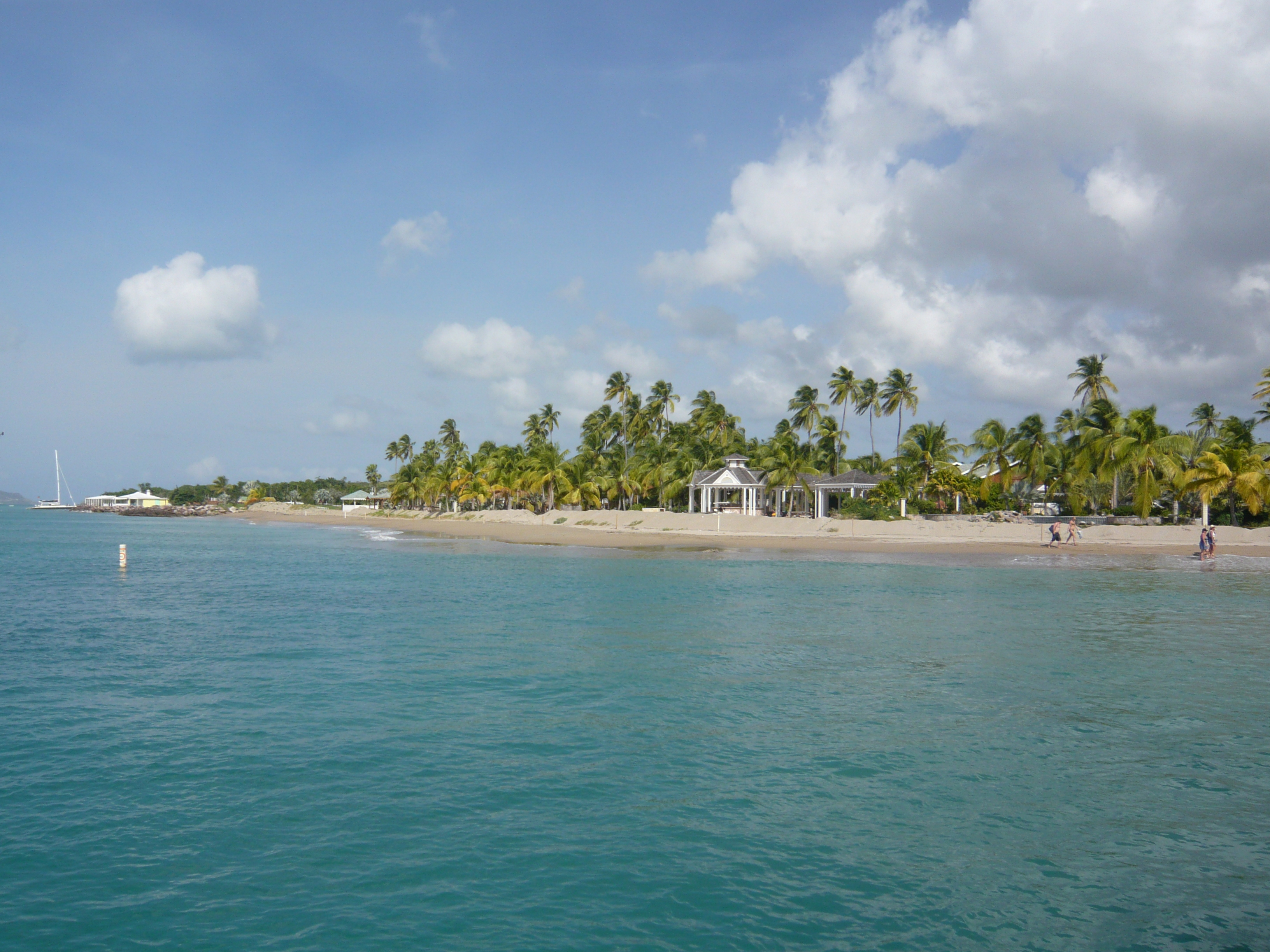
Pinney's Beach in Nevis